# Urban Legend (album)
Urban Legend er et album, som i 2004 blev udgivet af rapperen T.I.. Det blev overordnet set godt modtaget af anmeldere og fans, og er blevet certificeret til platin i USA.

## Spor
Tekst mangler, hjælp os med at skrive teksten